# Wolverine
Wolverine je strip-junak koji se pojavljuje u američkim stripovima izdavača Marvel Comics, uglavnom u suradnji s X-ljudima. Mutant je koji posjeduje životinjske osjetila, poboljšane fizičke sposobnosti, moćne regenerativna sposobnost koje su također ljekovite, te tri kandže u svakoj ruci. On se pojavio na zadnjoj ploči The Incredible Hulka broj 180. prije nego što je dobio veću ulogu u broju 181. iz 1974. godine. Nacrtao ju je Marvelov glavni urednik Roy Thomas, scenarij je napisao Len Wein.
Nastupao je u većini adaptacija X-Menova, uključujući animirane televizijske serije, videoigre i filmsku seriju dvadesetog stoljeća Fox X-Men, u kojoj ga je Hugh Jackman glumio u devet od deset filmova.